# São Caetano do Sul
 (septembre 2024).
Si vous disposez d'ouvrages ou d'articles de référence ou si vous connaissez des sites web de qualité traitant du thème abordé ici, merci de compléter l'article en donnant les références utiles à sa vérifiabilité et en les liant à la section « Notes et références ».
Pour les articles homonymes, voir São Caetano.
São Caetano do Sul (AFI : [sɐ̃w kajˈtɐnu du ˈsuw]) est une municipalité brésilienne de l'État de São Paulo, dans la mésorégion métropolitaine de São Paulo et la microrégion de São Paulo.
Il est situé dans la zone sud-est du Grand São Paulo, conformément à la loi de l'État nº 1 139 du 16 juin 2011 et, par conséquent, au Plan de développement urbain intégré de la région métropolitaine de São Paulo (PDUI).

## Maires
| Période | Période | Identité                  | Étiquette   | Qualité |
| ------- | ------- | ------------------------- | ----------- | ------- |
| 1949    | 1953    | Ângelo Raphael Pellegrino | PSP         |         |
| 1953    | 1957    | Anacleto Campanella       | UDN         |         |
| 1957    | 1961    | Oswaldo Samuel Massei     | PTB         |         |
| 1961    | 1965    | Anacleto Campanella       | PSD         |         |
| 1965    | 1969    | Hermógenes Walter Braido  | ARENA       |         |
| 1969    | 1973    | Oswaldo Samuel Massei     | MDB         |         |
| 1973    | 1977    | Hermógenes Walter Braido  | ARENA       |         |
| 1977    | 1982    | Raimundo da Cunha Leite   | MDB         |         |
| 1982    | 1983    | João Dal'Mas              | PMDB        |         |
| 1983    | 1988    | Hermógenes Walter Braido  | PTB         |         |
| 1989    | 1992    | Luiz Olinto Tortorello    | PTB         |         |
| 1993    | 1996    | Antônio José Dall'Anese   | PTB         |         |
| 1997    | 2004    | Luiz Olinto Tortorello    | PTB         |         |
| 2004    | 2004    | Silvio Torres             | PTB         |         |
| 2005    | 2012    | José Auricchio Júnior     | PTB         |         |
| 2013    | 2016    | Paulo Nunes Pinheiro      | PMDB        |         |
| 2017    | 2020    | José Auricchio Júnior     | PSDB        |         |
| 2021    | 2021    | Tite Campanella           | Citoyenneté |         |
| 2021-   |         | José Auricchio Júnior     | PSDB        |         |

## Sports
Plusieurs clubs de sports de la ville sont renommés :
- L'Associação Desportiva São Caetano, club de football fondé en 1989 ;
- Le São Caetano HC, club de handball ;
- Le Tamoyo São Caetano, club de volley-ball.